# Брешианские анналы
Брешианские анналы лат. Annales Brixienses — написанные на латинском языке в Брешиа исторические заметки XII в., позднее продолженные до кон. XIII в. Сохранились в нескольких вариантах восходящих к рукописям XIII-XV вв. Охватывают период с 1014 по 1273 гг. Содержат сведения как по местной брешианской, так и по общеимперской истории.

## Издания
- Annales Brixienses // MGH, SS. Bd. XVIII. Hannover. 1863, p. 811-820[2].

## Переводы на русский язык
- Брешианские анналы в переводе И. М. Дьяконова на сайте Восточная литература